# Джордже Лоянчич
Джордже Лоянчич (серб. Ђорђе Лојанчић/Đorđe Lojančić, нар. 30 травня 1914, Белград  — пом. 19 травня 1993, Тиват) — югославський футболіст, що грав на позиції нападника. Відомий виступами за клуб «Югославія», а також національну збірну Югославії.

## Клубна кар'єра
З 1931 року приєднався до клубу «Югославія». Мав високий зріст (190 см), але при цьому хорошу техніку і дриблінг, вмів добре обирати позицію, а також володів хорошими якостями розігруючого. З командою був срібним призером чемпіонату 1934—35 року, а також бронзовим призером у сезоні 1932—33 року.
У 1936 році став володарем кубка Югославії. «Югославія» у фіналі двічі перемогла «Граджянскі» 2:1 і 4:0. Лоянчич зробив хет-трик у грі першого раунду змагань проти загребського ХАШКа (5:0) і більше у цьому турнірі не забивав, хоча грав регулярно.
У червні 1937 року в місті Ніш після зіткнення з воротарем отримав перелом ноги, через який не грав два з половиною роки. Повернувся у гру в сезоні 1939-40, коли зіграв 3 матчі і забив 4 голи. Загалом у складі «Югославії» зіграв 55 матчів і забив 19 м'ячів у чемпіонаті.
Завершував кар'єру в командах «Бата» (Борово) і «Обилич» (Белград).
| Дата       | Місто    | Господарі | Результат | Гості     | Турнір           | Голи | Примітки |
| ---------- | -------- | --------- | --------- | --------- | ---------------- | ---- | -------- |
| 06.09.1936 | Белград  | Югославія | 9 – 3     | Польща    | товариський матч | -    |          |
| 09.05.1937 | Будапешт | Угорщина  | 1 – 1     | Югославія | товариський матч | -    |          |
| Усього     |          | Матчів    | 2         |           | Голів            | 0    |          |

## Трофеї і досягнення
- Срібний призер чемпіонату Югославії: 1934—35
- Бронзовий призер чемпіонату Югославії: 1932—33
- Володар кубка Югославії: 1936